# Хю Боневил
Хю Ричърд Боневил Уилиамс (роден на 10 ноември 1963) е познат професионално като Хю Боневил, е английски сценичен, филмов, телевизионен и радио актьор. Известен е най-вече с ролята си в хитовия сериал Абатство Даунтън и в Две хиляди и дванадесета. Играл е също и във филма Нотинг Хил. През 2013 г. изиграва малката роля на херцога на Милано в телевизионния сериал Демоните на Да Винчи.

## Биография
Боневил е роден в Лондон, Великобритания и е учил в частно училище в Шерборн, графство Дорсет.
Хю Боневил е възпитаник на колежа „Корпус Кристи“ в Кеймбридж и учи актьорско майсторство в „Уебър Дъглъс“ – академия за драматични изкуства в Лондон.
Възпитаник е също и на National Youth Theatre.

## Избрана филмография
| година | филм                                             | оригинално заглавие         | роля                          | режисьор                 |
| ------ | ------------------------------------------------ | --------------------------- | ----------------------------- | ------------------------ |
| 1994   | Франкенщайн                                      | Mary Shelley's Frankenstein | Шилер                         | Кенет Брана              |
| 1997   | Винаги ще има утре                               | Tomorrow Never Dies         | офицер от въздушните боеве    | Роджер Спотисуд          |
| 1999   | Нотинг Хил                                       | Notting Hill                | Бърни                         | Роджър Мичъл             |
| 2010   | Имението Даунтън (тв сериал)                     | Downton Abbey               | Робърт Кроли, граф на Грантъм | Джулиан Фелоуз           |
| 2010   | Случаите на Поаро (тв сериал)                    | Agatha Christie's Poirot    | Едуард Мастърман              |                          |
| 2011   | Доктор Кой                                       | Doctor Who                  | Капитан Ейвъри                | Сидни Нюман              |
| 2013   | Демоните на Да Винчи                             | Da Vinci's Demons           | Галеацо Мария Сфорца          | Дейвид Гойър             |
| 2014   | Падингтън                                        | Paddington                  | Хенри Браун                   | Пол Кинг                 |
| 2014   | Пазители на наследството                         | The Monuments Men           | лейтенант Доналд Джефрис      | Джордж Клуни             |
| 2015   | София Първа                                      | Sofia the First             | Книжен разказвач              | Джейми Мичъл             |
| 2017   | Падингтън 2                                      | Paddington 2                | Хенри Браун                   | Пол Кинг                 |
| 2019   | Имението Даунтън (филм)                          | Downton Abbey               | Робърт Кроли, граф на Грантъм | Майкъл Енглер            |
| 2020   | Патешки истории                                  | DuckTales                   | Дядо Коледа                   | Карл Баркс               |
| 2020   | Амфибия                                          | Amphibia                    | Уигбърт Рибитън               | Мат Брейли               |
| 2022   | Абатството Даунтън: Нова ера                     | Downton Abbey: A New Era    | Робърт Кроли, граф на Грантъм | Саймън Къртис            |
| 2022   | Изумителният Морис и неговите образовани гризачи | The Amazing Maurice         | Кметът                        | Тоби Генкел              |
| 2023   | Приключението на мумиите                         | Mummies                     | Лорд Силвестър Карнаби        | Хуан Хесус Гарсия Галоча |
| 2023   | Банка на Дейв                                    | Bank of Dave                | Сър Чарлз                     | Крис Фогин               |

## Роли в театъра
Първото професионално излизане на сцена на Боневил е в Open Air Theatre. През 1987 г. се присъединява към Националния театър, където играе в няколко постановки, по-късно в Royal Shakespeare Company през 1991 г., където играе Лаерт в Хамлет (1992-1993) с Кенет Брана. Играл е също и в Двама веронски джентълмени, Жалко, че е курва и Алхимикът.